# Monte Carlo Casino

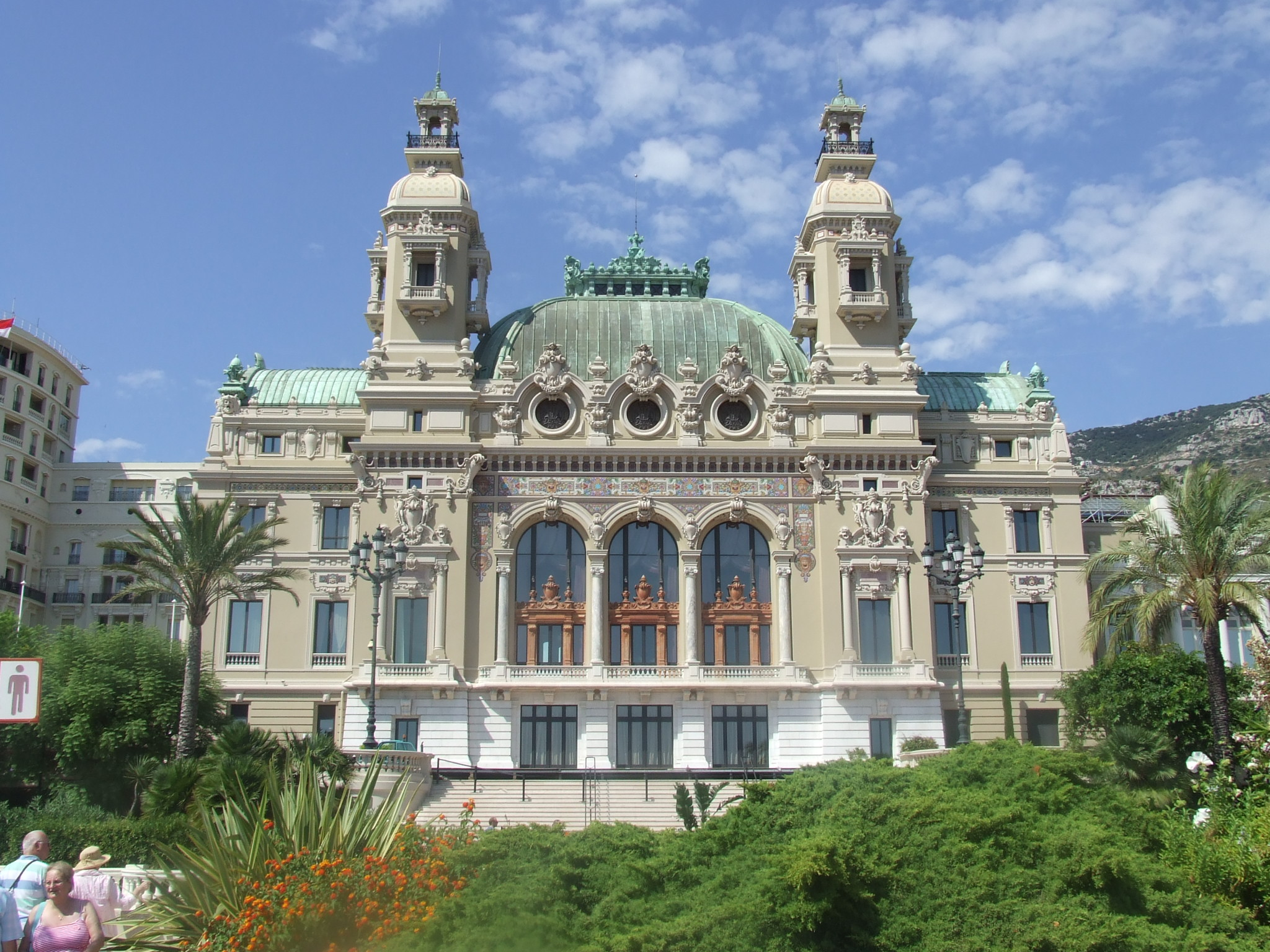
De achterzijde van het gebouw: De Salle Garnier

Het Monte Carlo Casino is een goketablissement te Monaco. Het gebouw is opgebouwd in beaux-arts en neo-barokke stijl.

## Geschiedenis
De geschiedenis van het casino gaat terug tot 1854. In dat jaar werd het gokken gelegaliseerd door prins Florestan I van Monaco. Het eerste casino werd opgezet in een villa, vlak bij de haven. Het opende zijn deuren op 14 december 1856. Het zou een belangrijke inkomstenbron worden voor het ministaatje aangezien elke vorm van roulette destijds verboden was in Frankrijk. Het zou trouwens lang duren voordat het casino een succes zou worden, onder andere omdat Monaco toen moeilijk te bereiken was.
Toen prins Karel III besloot de nieuwe wijk Monte Carlo te bouwen werd ook een nieuw casino in het plan opgenomen. De architect Gobineau de la Bretonnerie werd hiervoor aangenomen. Hij ontwierp ook het naastgelegen Hotel de Paris. Op 13 mei 1858 werd door kroonprins Albert I, de eerste steen gelegd. Het nieuwe gebouw werd op 18 februari 1863 geopend. Van 1869 tot 1965 werden casino en hotel ook mee ontsloten door het aangrenzende station Monte-Carlo, halte op de spoorlijn Marseille-Saint-Charles - Ventimiglia. In 1878 werd het gebouw verbouwd en uitgebreid door de architecten Charles Garnier (die ook de Opéra Garnier in Parijs had ontworpen) en Jules Dutrou. Zij gaven het gebouw zijn huidige uiterlijk en voegden een concertzaal toe, die ook lange tijd als 'Opera van Monte Carlo' was gekend.
Het gebouw is na die tijd nog een aantal keren verbouwd. De concertzaal is naar Charles Garnier vernoemd: de Salle Garnier. Het casino wordt omringd door tuinen en heeft een terras van waaruit men tot aan Italië kan kijken.
In 1898-99 werd de Salle Garnier verbouwd door architect Henri Schmit, voornamelijk in het podiumgedeelte, zodat het meer geschikt zou zijn voor opera- en balletvoorstellingen. Veel van de originele gevel van Garnier en het interieur van het auditorium zelf bleven echter intact. Ondanks alle latere toevoegingen en wijzigingen heeft het casino nog steeds een duidelijke Beaux Arts stijl.
In 1921 werd de eerste Olympiade voor vrouwen gehouden in de tuinen van het casino. Tot voor kort was het Casino de Monte-Carlo de belangrijkste bron van inkomsten voor het Huis van Grimaldi en de Monegaskische economie.

## Spelen
In het casino worden de volgende spelen aangeboden:
- Baccarat en Punto Banco
- Trente et Quarante
- Engels roulette
- Franse roulette
- Blackjack 21
- Texas Hold 'em poker
- Craps
- Diverse gokautomaten

## Toegang voor Monegasken
Prins Karel III liet het casino openen om geld te genereren voor het vorstendom maar vreesde dat de eigen bevolking hier ook geld kon verliezen of zelfs gokverslaafd kon worden. Om deze reden stelde hij een regel in die Monegasken verbood om de gokzalen van het casino te betreden, behalve voor wie daar voor zijn werk aanwezig moest zijn. Tevens kon hij hiermee fraude bemoeilijken omdat croupiers geen trucs konden uithalen om familieleden of vrienden te bevoordelen. Deze regel is later geformaliseerd en uitgebreid met een wet die de toegang verbiedt voor veel meer mensen, zoals o.a. soldaten in uniform.

## Trivia
- In 1873 maakte een zekere Engelsman, met de naam Joseph Jagger, een winst van rond de £65.000. Hij had samen met een aantal mensen de roulettetafels geobserveerd en ontdekt dat een van de wielen een afwijking vertoonde. Een aantal nummers kwam veel te vaak voor. In een aantal dagen behaalden ze hun winst, hoewel het casino hun plan dwarsboomde door 's nachts de wielen van de tafels te verwisselen.
- In de zomer van 1913 vond er een raar toeval plaats aan een van de roulettetafels. Het balletje viel maar liefst 26 keer achter elkaar op zwart. Het verhaal gaat dat veel spelers tezamen miljoenen verloren door massaal steeds maar weer op rood te spelen. Het idee was dat als het balletje vaak op zwart valt deze daarna vaak op rood zou moeten vallen, de gokkersmisvatting.
- De James Bondfilms Never Say Never Again en GoldenEye hebben beide een scène die zich afspeelt in het casino.